# Јадунум
Јадунум је старо име Јагодине, како се она у византијским изворима називала све до средине 16. века.
Грчком историчару Херодоту из V века пре нове ере била је позната река Бронгос, данашња Велика Морава, те је ово прво име у старим записима са овог тла. Римљани ће у I веку окупирати Поморавље и име реке Бронгос преиначити у Маргус, оставивши узгред и друге богате трагове свог борављења. Село Дражмировац, на десној обали Велике Мораве, уцртано је на римским картама из IV века под именом Mutacio ad Oktavum, као путничка станица између Singidunuma (Београда) и Naissusa (Ниша), па је ово прво насеље на подручју општине са именом.
У угарским записима, са неколико штурих података, остало је поменуто да се угарска војска борила за премоћ над Поморављем са Византијом 1150. године код Лугомира. По свему судећи, бој се водио у мочварном риту на изласку из Лугомирске клисуре на који ће се жалити и многи доцнији путници, наводећи га као најгору деоницу Цариградског друма.
Код Јована Кинама исто се помиње да је византијска војска 1150. године кренула од Ниша прешла преко Лонгомира (Лугомира) да би се сукобила са угарском војском.
Јован Кинам у свом делу наводи: „А идуће године, већ пред крај лета, када путеви за Србију постају најпогоднији за војску која напада, јер тада дрвеће већ почиње да губи лишће, сакупи војску код Ниша. Сазнавши ту да се из Пеоније (Угарска) шаљу снаге Далматима (Србима) у помоћ, постара се да војска пређе преко земље назване Лонгомир (Лугомир), да би се Пеонци (Угри), који су напредовали с десне стране, сукобили с ромејском војском”.